# Paphiopedilum charlesworthii
Paphiopedilum charlesworthii är en orkidéart som först beskrevs av Robert Allen Rolfe, och fick sitt nu gällande namn av Ernst Hugo Heinrich Pfitzer. Paphiopedilum charlesworthii ingår i släktet Paphiopedilum och familjen orkidéer. Inga underarter finns listade i Catalogue of Life.

## Bildgalleri

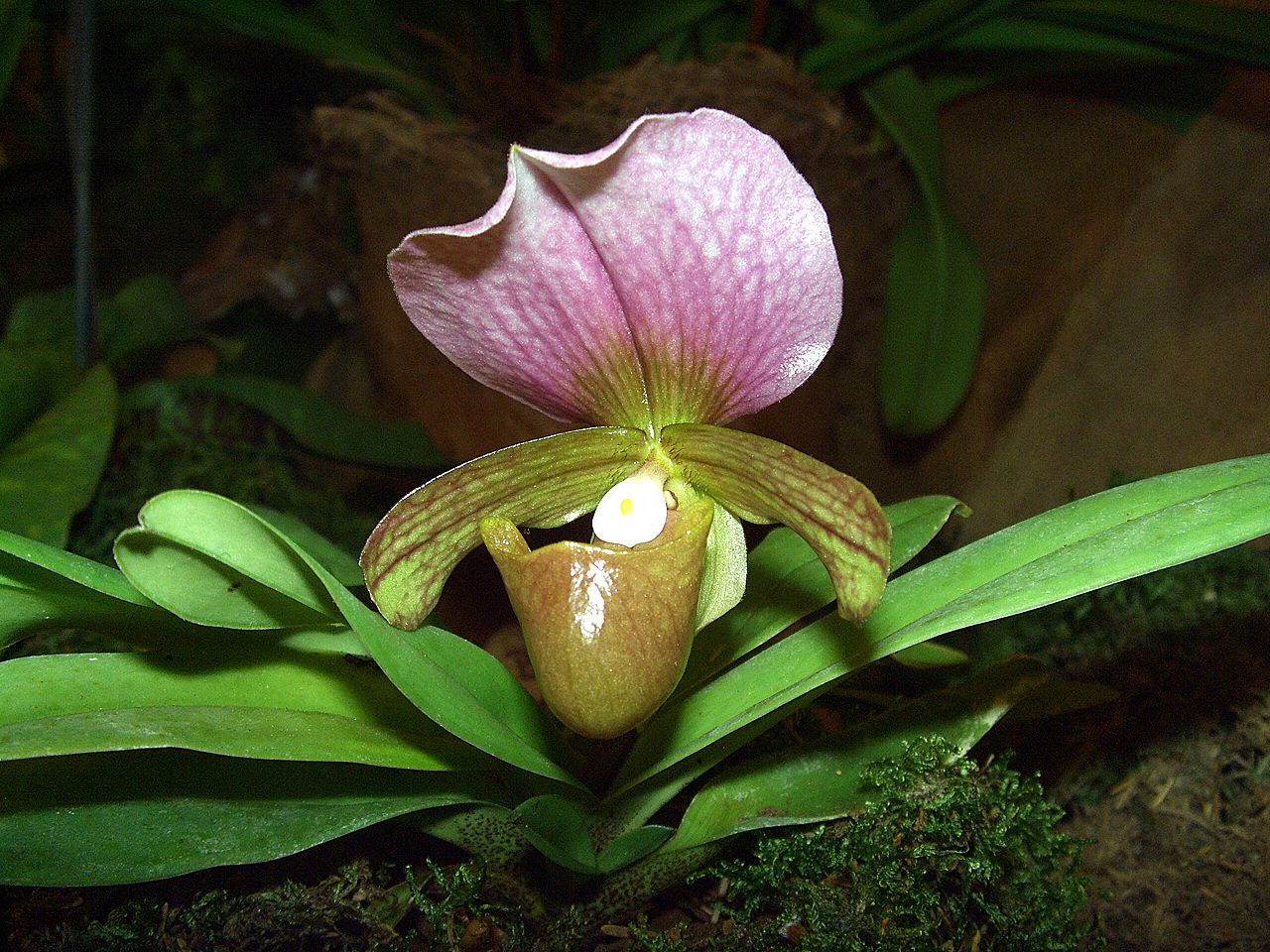
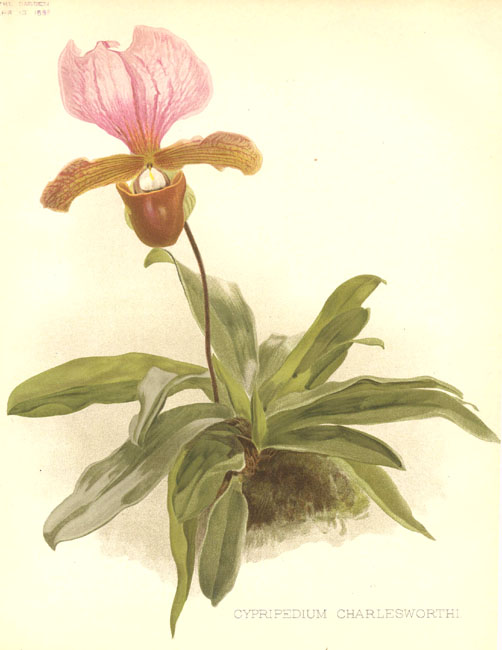
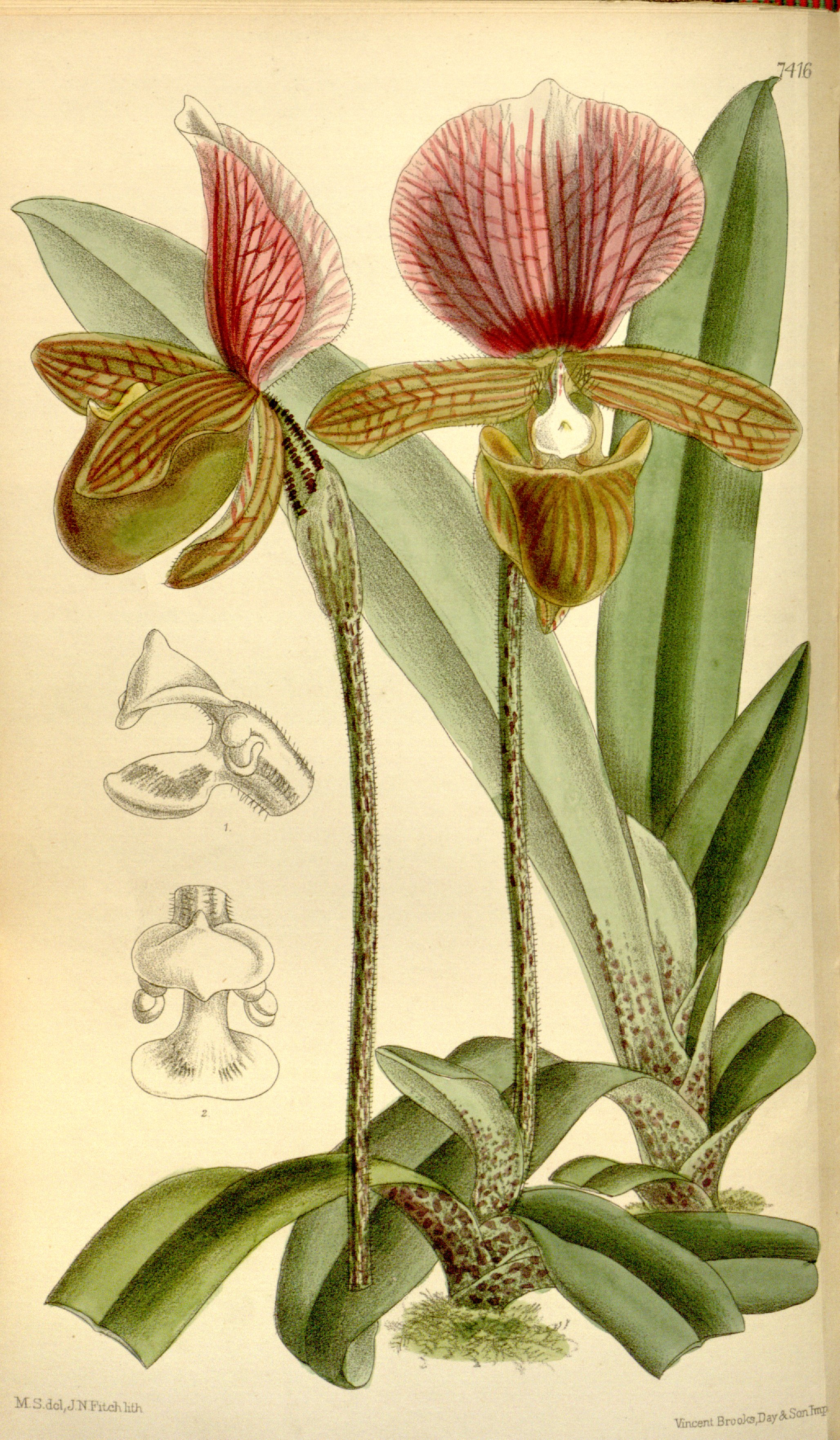